# Abadia de Santa María de Alaón

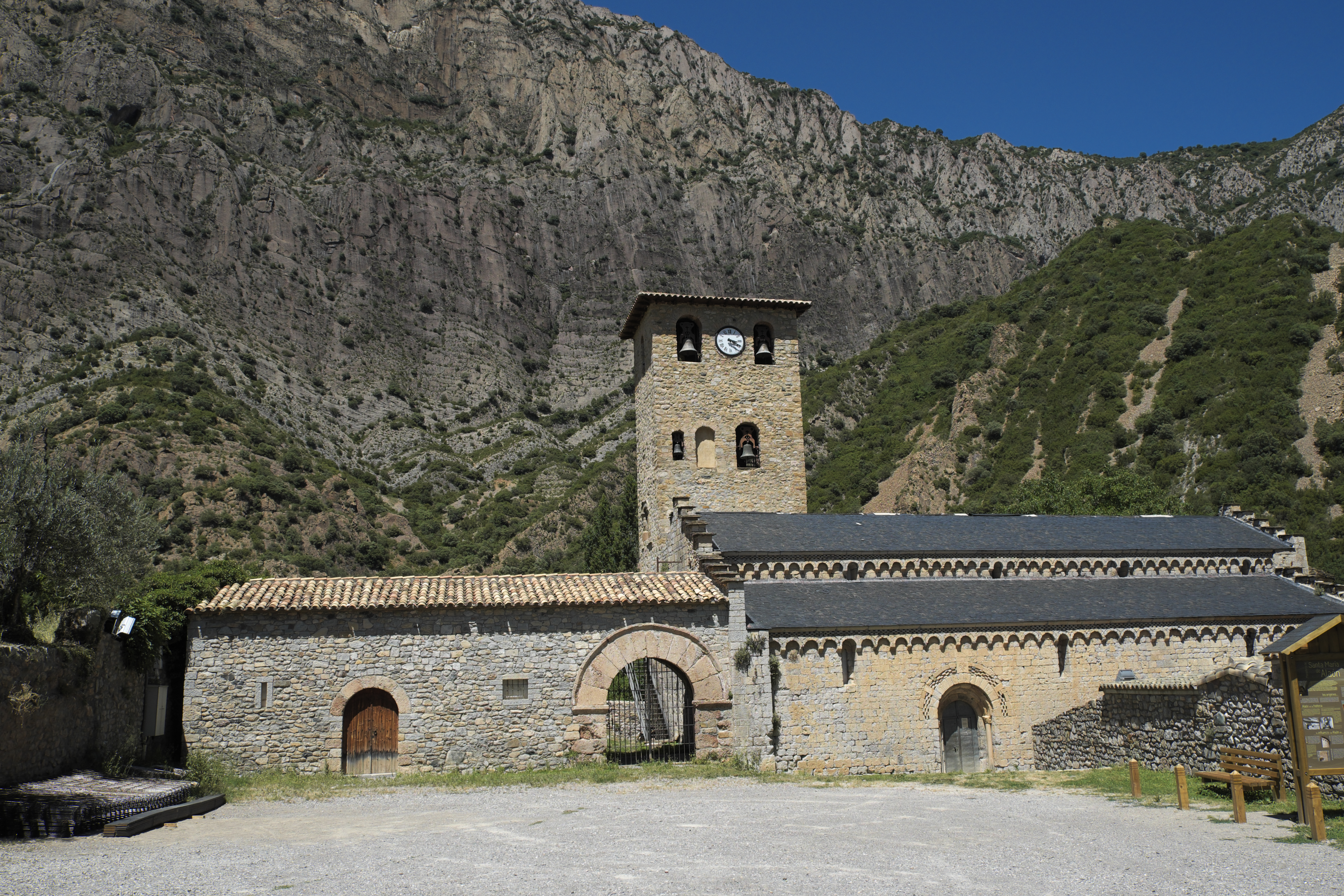

A Abadia Real de Santa María de Alaón (em castelhano:  Monasterio de Santa María de Alaón, em catalão:  Monestir de Santa Maria d'Alaó) é uma antiga abadia beneditina, antes um priorado cluníaco, em Sopeira, no condado de Ribagorza, nos Pirenéus, Aragão, Espanha, estabelecida no final do século XI ou início do século XII sobre uma fundação do século VI ou VII. O mosteiro é notável por seu estilo arquitectónico românico lombardo.
Abaixo da área principal do santuário, duas escadas levam a uma cripta. Um exame arqueológico recente determinou que a cripta era originalmente um pequeno templo visigótico sobre o qual a abadia foi posteriormente construída. O estuque moderno foi parcialmente removido da área do tecto abobadado que conduz à cripta e dois conjuntos de inscrições foram encontrados - o primeiro conjunto de escritos dedicando a igreja aos santos Pedro e Paulo, e uma segunda inscrição em caracteres visigóticos vermelhos dedicando o pequeno santuário a santos Nereu e Achilleus.